# プリカット

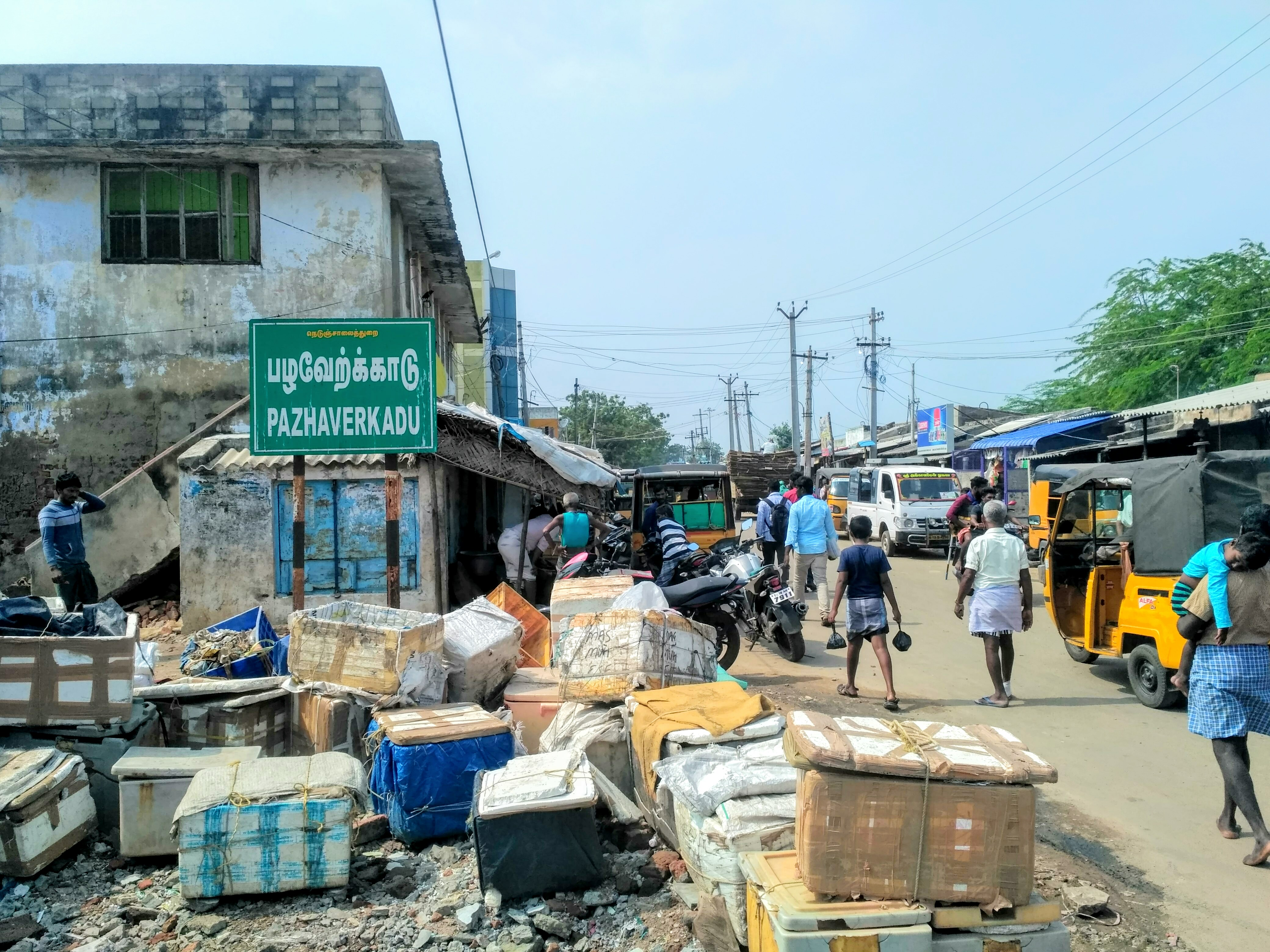

プリカット（タミル語：பழவேற்காடு、英語：Pulicat）は、インドのタミル・ナードゥ州、ティルヴァッルール県の都市。現地ではパズヴェールカードゥ（Pazverkadu）あるいはパラヴェールカードゥ（Palaverkadu）と呼ばれる。

## 歴史

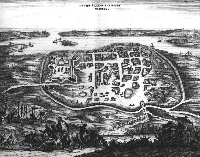
プリカットの城塞

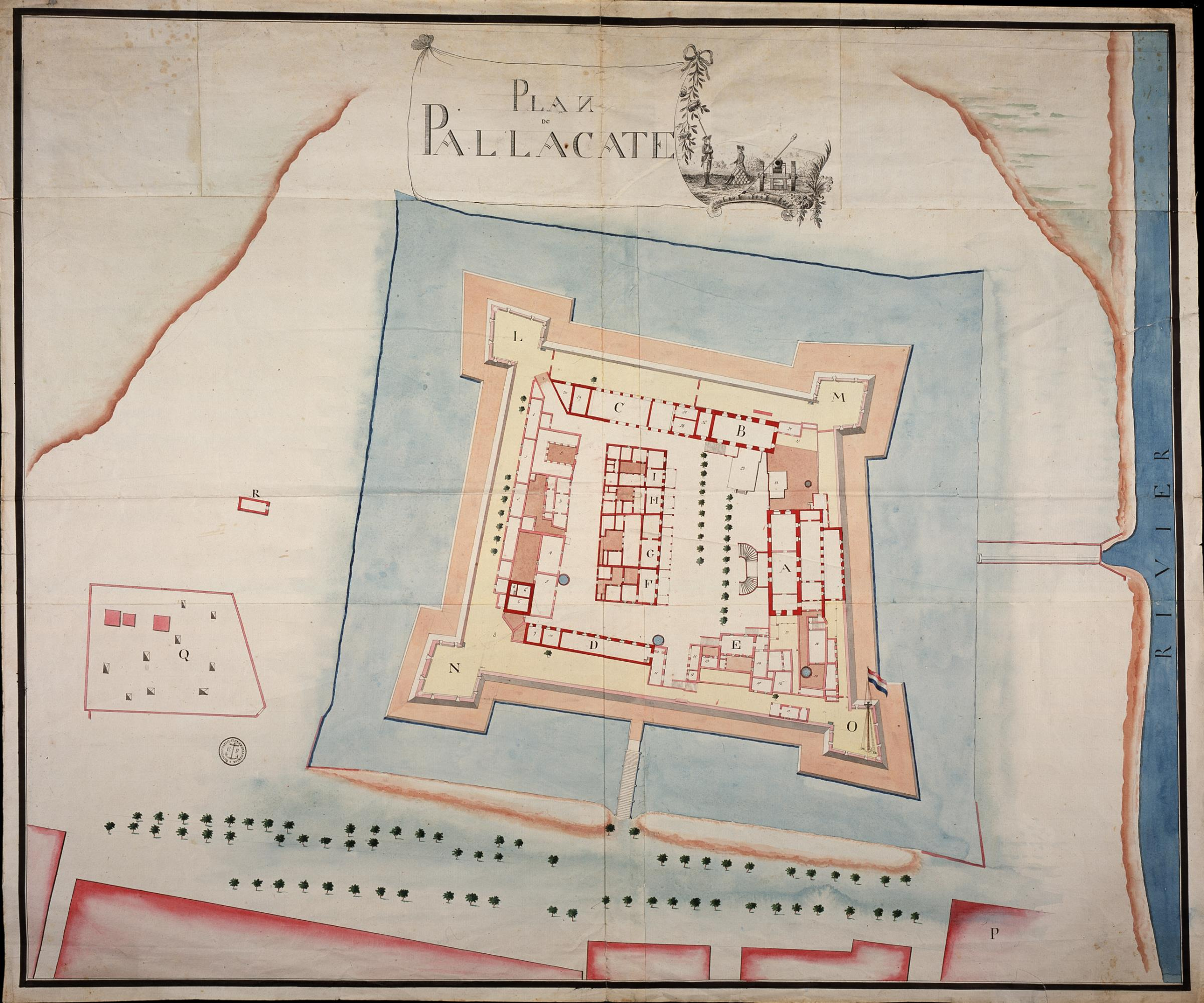
城塞の地図

プリカットの歴史は非常に古く、紀元前3世紀頃からすでにその存在が確認されている。
プリカットはヴィジャヤナガル王国の統治下で繁栄し、16世紀初頭のクリシュナ・デーヴァ・ラーヤの治世ではインドのデカン地方のみならず、セイロンやペグーとも貿易を行っていた。その時の人口はおよそ5万人であったという。
1569年、ティルマラ・デーヴァ・ラーヤが王国を三分割した際、プリカットを含む地域は息子シュリーランガ・デーヴァ・ラーヤに任された。
1608年、オランダ東インド会社はヴィジャヤナガル王ヴェンカタ2世の許可を得て、1609年にはプリカットに商館を建設した。また、1613年にはヘルドリア要塞が建設され、1616年にはオランダ領コロマンデルの首府と定められた。
1690年、オランダ領コロマンデルの首府がプリカットからナーガパッティナムへと移され、1760年にカルナータカ太守はこの地をイギリス東インド会社にジャーギールとして与えた。